# Pelle d'asino

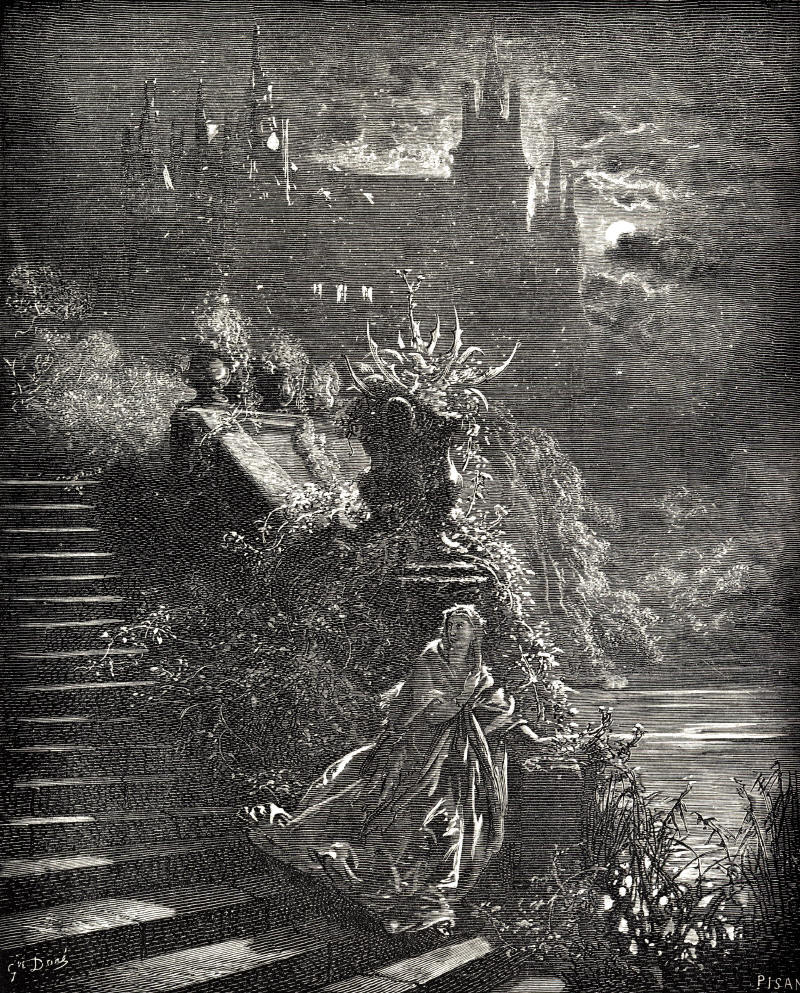
Pelle d'Asino che fugge dal castello paterno. Incisione di Gustave Doré

Pelle d'asino (Peau d'âne) è una fiaba popolare francese, resa celebre dalla versione che ne fu fatta da Charles Perrault. Essa venne pubblicata per la prima volta nel 1694, e venne in seguito integrata nelle Histoires ou contes du temps passés, avec des moralités, noti col titolo di I racconti di mamma l'oca (Contes de ma mère l'Oye), pubblicati nel 1697.

## La storia
Una regina, morendo, si fa promettere dal re che egli non si risposerà se non con una donna più bella di lei. Ma l'unica persona in grado di rivaleggiare con lei quanto a bellezza è solo la sua stessa figlia. Per sfuggire a questa unione incestuosa la fanciulla, su consiglio della fata madrina, chiede al padre come dote degli abiti irrealizzabili (uno color del cielo, uno color della luna, uno color del sole), ma il re riesce sempre a procurarglieli. Allora la principessa chiede al padre la pelle dell'asino magico la cui lettiera, anziché essere coperta di sterco, è coperta ogni giorno di nuove monete d'oro, sicura che egli non acconsentirà mai. Invece la pelle dell'asino magico le viene recapitata senza indugio. La principessa fugge dal castello, rivestita solo della pelle d'asino, mentre un baule con i suoi tre vestiti la segue viaggiando sottoterra, grazie a un incantesimo della fata madrina.
Dopo aver viaggiato a lungo, la principessa viene presa a servizio per pulire il trogolo dei maiali in una fattoria di un altro regno. È così sporca e ripugnante che tutti i servi si prendono gioco di lei chiamandola Pelle d'Asino, ma è anche brava e diligente. La principessa continua a rimanere nascosta, ma decide di lavarsi e di indossare i suoi magnifici vestiti per ogni occasione di festa. Un giorno il principe ereditario, venendo da una battuta di caccia, si ferma alla fattoria. Mentre passeggia nei dintorni, sbircia dal buco della serratura nel tugurio isolato dove vive Pelle d'Asino e vede la principessa bellissima e magnificamente abbigliata. Incantato si ritira e non riesce a non pensare alla visione, tanto che cade ammalato. Davanti alle suppliche della madre e del padre perché dica la causa della sua malattia, il principe chiede una focaccia fatta da Pelle d'Asino. Perplessi, ma desiderosi di far guarire il figlio, i sovrani ordinano a Pelle d'Asino di cucinare una focaccia e lei - per caso, o forse perché anche lei ha visto il principe e si è innamorata? - lascia cadere un anello nell'impasto. Il principe mangia voracemente e trova l'anello, che rafforza il suo amore e lo fa cadere più ammalato di prima. 
Il principe afferma che sposerà solo la fanciulla alla quale calzerà l'anello. Dopo aver passato in rassegna tutte le ragazze del regno, viene chiamata anche Pelle d'Asino. La comparsa della sua mano bianca e affusolata al di sotto della sudicia pelle lascia tutti di stucco. Nel vederla, il principe la chiede in moglie e re e regina sono ansiosi di favorire le nozze. Tra gli altri invitati arriva anche il padre della principessa che, ormai guarito dalla sua folle ossessione e risposato, approva di buon grado il matrimonio.

## Analisi

### Il tema dell'incesto
Temi centrali del racconto sono l'incesto e quello che in seguito la psicoanalisi chiamerà il "complesso di Elettra".

### Il tema del travestimento
La pelle dell'asino fatato nascosto nelle cantine del palazzo reale (che procurava al re la ricchezza) è l'ultimo abito richiesto al re dalla principessa. Sarà proprio la pelle dell'animale, sacrificato dal padre per il suo insano proposito, il travestimento con cui la giovane gli si sottrarrà finalmente. 
Il tema del travestimento con una pelle animale è molto antico: lo sciamano, nelle cerimonie indossava una pelle animale per entrare nel regno della morte. 
Apparirà in altre fiabe, ad esempio dei Fratelli Grimm, Dognipelo, Pelle d'orso ecc.

### Il tema della fuga
Al tema della podestà paterna e dell'autoritarismo senza giustizia si oppone il tema della lotta per la libertà: la protagonista si ribella al padre e cerca nella fuga la propria salvezza.

### Ritrovamento e lieto fine
Come nella Bella addormentata, il percorso che condurrà il principe azzurro fino alla principessa e alla sua liberazione sarà lungo e tormentato.

### Oggetti rivelatori
Come in Cenerentola, l'identità della principessa sarà rivelata provando qualcosa su di lei: un anello che si adatterà solo al dito più fine (così come la scarpetta di Cenerentola), segno di giovinezza, bellezza e purezza.
La prova conclusiva permetterà al principe di eliminare ogni relazione "impropria" rispetto alla "normalità":
- donne troppo anziane (dito troppo grosso);
- ragazzine (dito troppo piccolo);
- donne di condizione inferiore ("mésalliance").

## Varianti
Avendo una tradizione di antichissimo retaggio, la fiaba di Pelle d'Asino può vantare numerose varianti che presentano una trama simile ma con elementi e talvolta intreccio molto diversi.

Una tra le più famose è quella narrata da Giambattista Basile nel suo Cunto de li cunti col titolo L'orsa: in questa versione per sfuggire al padre si traveste con la pelle di una bellissima orsa. Manca la prova dell'anello: la Principessa riprende le sue sembianze quando il futuro marito si innamora della servizievole e amorevole orsa. Dognipelo è una versione dei fratelli Grimm dove sono aggiunti dei balli dove la principessa va con gli abiti donatele dal padre. La pelle d'asino è sostituita da un mantello fatto con le pelli di tutti gli animali della foresta.

## Adattamenti

### Cinema
- Peau d'Âne (1904), film di Albert Capellani e Vincent Lorant-Heilbronn
- Peau d'Ane (1908), remake del precedente film di Albert Capellani
- La favolosa storia di Pelle d'Asino (Peau d'Âne) (1970), film di Jacques Demy con Catherine Deneuve.

### Teatro
- Peau d'Âne di Raoul Laparra (1899).
- Das Himmelskleid di Ermanno Wolf-Ferrari (1927).

### Letteratura
- Deerskin, romanzo di Robin McKinley (1993).
- The Elemental Masters: Unnatural Issue, romanzo di Mercedes Lackey (2011).
- Donkeyskin, storia breve di Terri Windling.
- Donkeyskin, poema di Midori Snyder.

### Altro
- Pelle d'asino o Faith è un personaggio del videogioco The Wolf Among Us.

## Fortuna in Francia
Il racconto di Pelle d'asino viene ricordato anche nelle fiabe di La Fontaine con un distico che in Francia è tuttora molto noto: 
(La Fontaine, "Le Pouvoir des Fables" (Fables, libro VIII, 4))
Da questi versi è stata tratta una locuzione "si ... m'était conté" ("se mi raccontassero..."), che è oggi diffusissima in Francia come titolo di qualunque scritto o documentario che illustra qualcosa, un po' come "tutto quello che avreste voluto sapere su...", o simili. Si vedano ad esempio i due film di Sacha Guitry Si Versailles m'était conté (1954) e Si Paris nous était conté (1955) o la canzone Et Si Vieillir M'était Conté di Mylène Farmer (1999), fino all'album Sibérie m'était contéee di Manu Chao (2004).